# Platja de Sant Adrià
La platja de Sant Adrià és la zona costanera corresponent al terme municipal de Sant Adrià del Besòs (Barcelonès). Està formada per dues platges separades entre si per la desembocadura del riu Besòs.
La situada al nord es denomina "platja del Litoral" i la que està al sud de la desembocadura i al costat del Port del Fòrum es coneix com a "platja del Fòrum".

## Descripció
La inversió feta a la depuradora del Besòs va representar un gir radical en benefici de l'estat de la platja, amb una gran millora de la qualitat de l'aigua, i eliminant-ne les pudors. Actualment tant la platja com el seu entorn, el passeig Marítim i el parc del Litoral representen és un gran lloc d'espai públic i lúdic de qualitat. Té una llargada de 750 metres i està formada per la platja del Fòrum, platja de Sant Adrià. Disposa d'un mobiliari que consta de dutxes, lavabos, papereres, bancs, bar, passeres d'accés a la sorra, passeres adaptades per facilitar l'accés a l'aigua a persones amb mobilitat reduïda, àrees de jocs infantils i gimnàstics, xarxes de voleibol, torres i cadires de vigilància, senyalització informativa, abalisament amb boies de les zones de bany i dels canals per a embarcacions.
La platja de St. Adrià ofereix el servei de salvament i socorrisme, acompanyament al bany per a persones amb mobilitat reduïda, megafonia i seguretat.
| Platja             | longitud | coordenades                                               |
| ------------------ | -------- | --------------------------------------------------------- |
| platja del Litoral | 250 m    | 41° 25′ 21.07″ N, 2° 14′ 4.1″ E / 41.4225194°N,2.234472°E |
| platja del Fòrum   | 460 m    | 41° 25′ 0.8″ N, 2° 13′ 54.37″ E / 41.416889°N,2.2317694°E |

## Accessos
- Tramvia: T4 Estació de Sant Adrià de Besòs
- Autobús:
  - 43, Sant Adrià - Barcelona (Les Corts)
  - H10 Barcelona (Plaça de Sants) - Olímpic Badalona
  - B23, Barcelona (Pl. de l'Havana) - Badalona (Av. Itàlia)
  - B26, Sant Adrià (Torrassa) - Badalona (Residència)

- Rodalies de Barcelona: Línia R1, Estació de Sant Adrià de Besòs

## Contaminació
El maig del 2021 es va tancar l'accés al públic a la platja del Litoral i es va prohibir el bany, en detectar metalls tòxics a la sorra, que posaven en risc la salut dels banyistes. Concretament, es van detectar acumulacions de plom per sobre del nivell de referència i també es va superar el límit recomanable de presència de cobalt, coure, arsènic, níquel, zinc, molibdè, vanadi i benzopirè. Tot plegat provinent de la indústria que hi ha hagut durant anys a la zona.
El Ministeri de Transició Ecològica va treballar en la descontaminació de la platja la primavera del 2023 però els reiterats temporals marítims van fer aflorar nous elements tòxics. A finals de l'estiu del 2024 es van fer les últimes feines de neteja, a les capes més superficials de la sorra, i l'Agència Catalana de Residus va autoritzar l'obertura de la platja el 2025, amb la condició de mantenir un seguiment constant de la presència dels contaminants, ja que hi ha algunes restes a les capes més profundes que podrien pujar a la superfície, sobretot després de tempestes amb fort onatge.